# Avenida Lehendakari Aguirre
La avenida Lehendakari Aguirre es una avenida ubicada en la villa de Bilbao. Se inicia en la plaza de San Pío X, tras pasar el puente de Deusto en dirección a la Universidad, y finaliza en la calle Catalunya.

## Edificios de interés
Diversos edificios y lugares reseñables rodean la avenida Lehendakari Aguirre:
- La Comercial
- Iglesia de Santa María Auxiliadora (Salesianos)
- Colegio Salesianos de Deusto
- Comisaría de la Ertzaintza
- Facultad de Ciencias Económicas y Empresariales de la UPV/EHU (Sarriko)

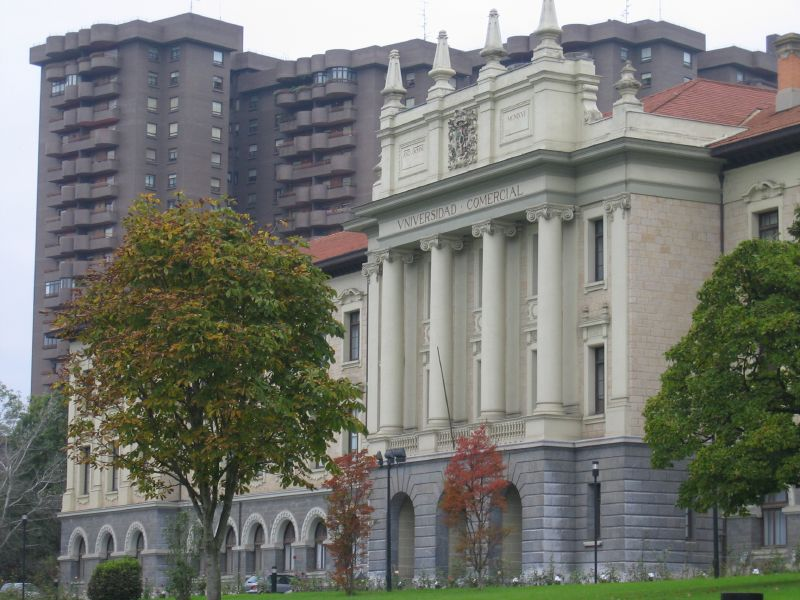
La Comercial
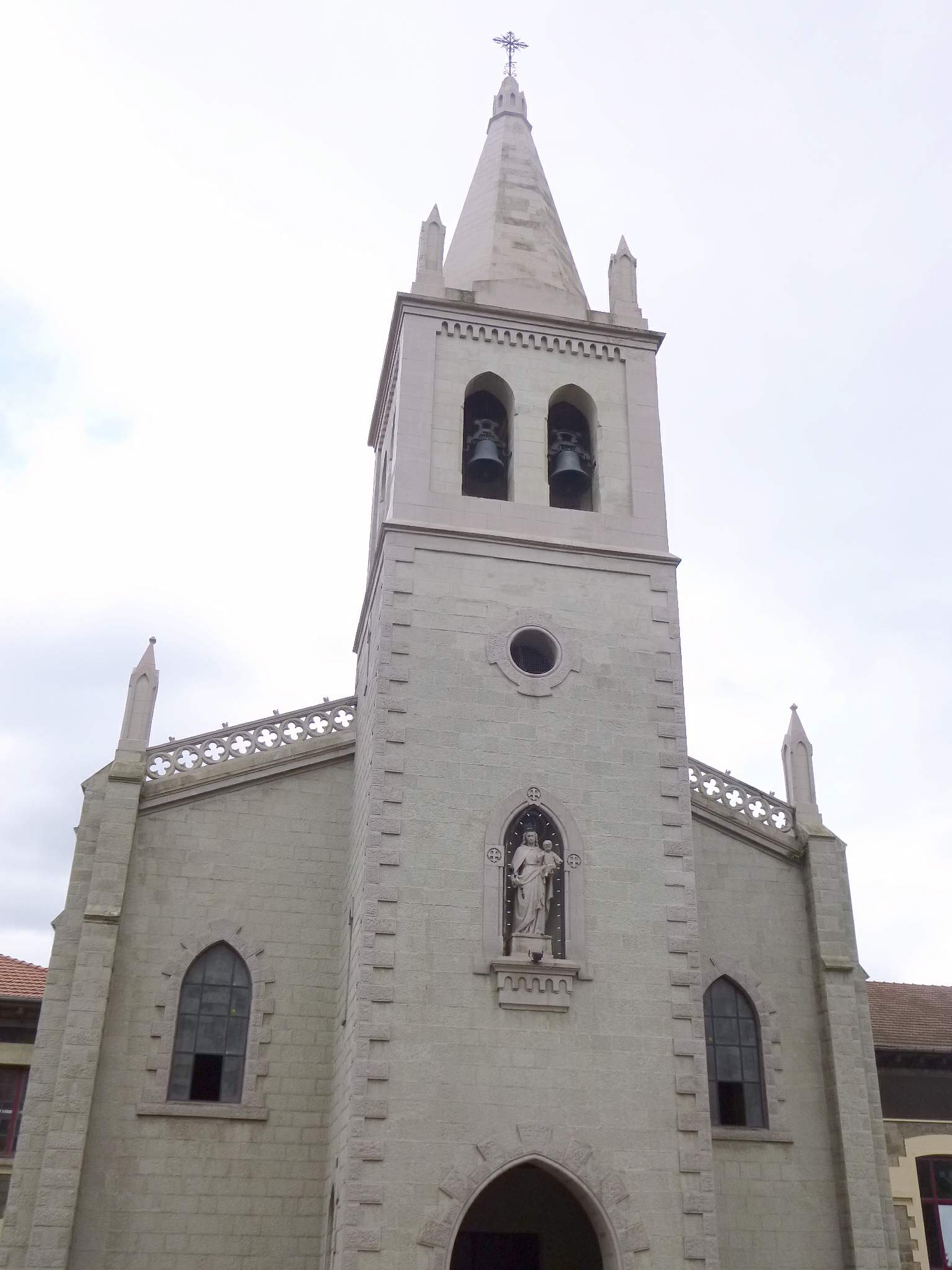
Iglesia de Santa María Auxiliadora (Salesianos)
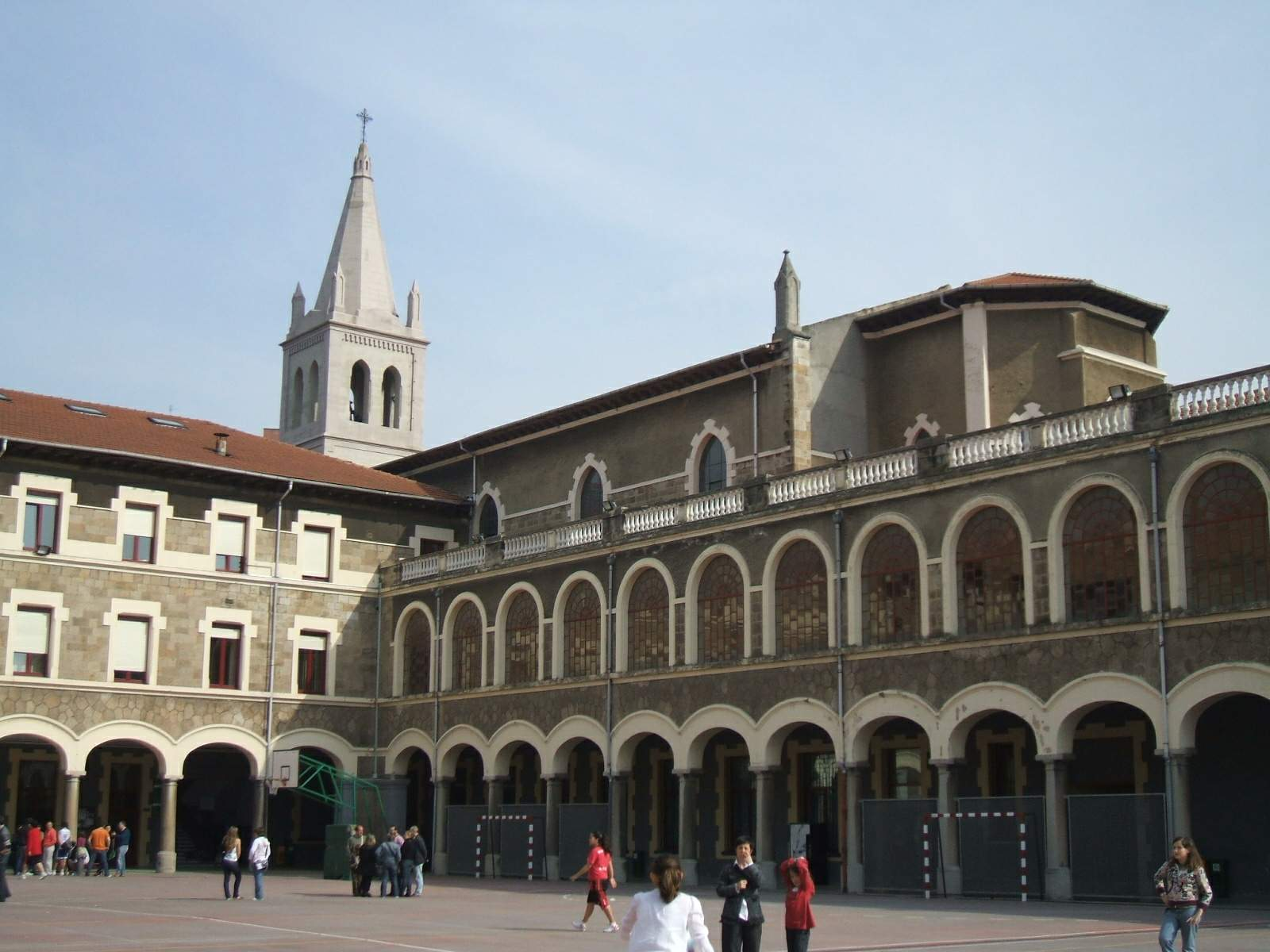
Colegio Salesianos de Deusto
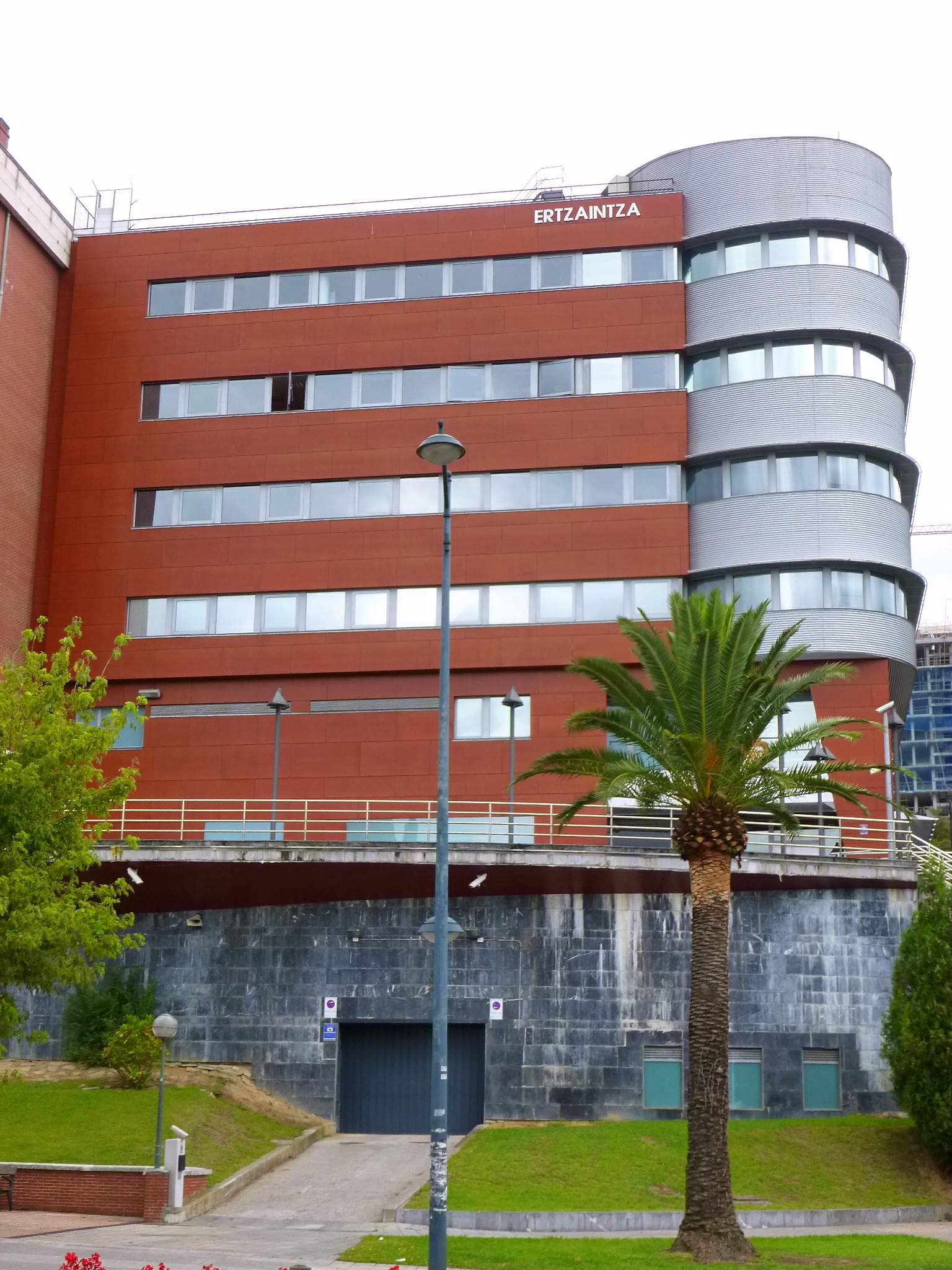
Comisaría de la Ertzaintza
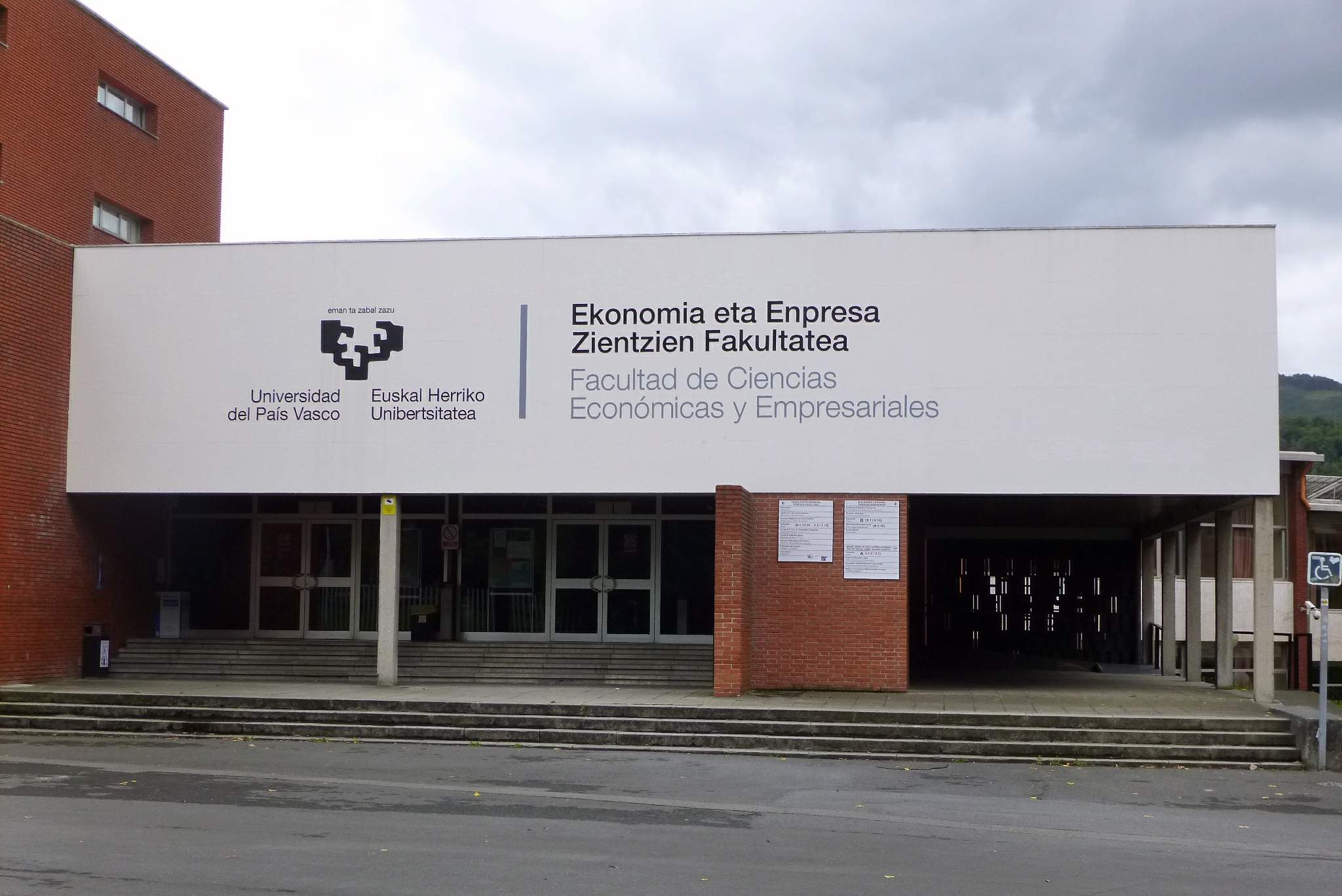
Facultad de Ciencias Económicas y Empresariales de la UPV-EHU (Sarriko)

## Medios de transporte
- Estaciones de Deusto, Sarriko y San Ignacio del metro de Bilbao.